# جنگ جانشینی اتریش
جنگ جانشینی اتریش (به آلمانی: Österreichischer Erbfolgekrieg) با مرگ ناگهانی کارل ششم، امپراتور مقدس روم در ۲۰ اکتبر ۱۷۴۰ و بر تخت نشستن دخترش ماریا ترزا و مخالفت امرای انتخابگر امپراتوری مقدس روم با وی و به مدت هشت سال (دسامبر ۱۷۴۰-اکتبر ۱۷۴۸) به طول انجامید.
علل جنگ میان انگلیس و اسپانیا، مسائل بازرگانی بود؛ انگلیسی‌ها به کار قاچاق با آمریکای جنوبی مشغول بودند و اسپانیائی‌ها برای جلوگیری از این عمل با آن‌ها سختگیری می‌کردند. سرانجام دولت انگلیس در سال ۱۷۳۹ اعلان جنگ داد و فرانسه به عنوان متحد اسپانیا وارد جنگ شد. در این موقع امپراتور، کارل ششم که فقط یک دختر به نام ماریا ترز داشت تمام تلاش خود را صرف این می‌کرد که او را وارث و جانشین خود در اتریش، بوهم و مجارستان نماید و این امر به وسیله فرمانی که به تصویب شورای آلمان و تأیید اغلب کشورهای اروپائی رسید، عملی شد. لیکن در سال ۱۷۴۰، یعنی هنگامی که کارل ششم درگذشت، زمامداران اروپائی قول و قرار خویش را از یاد بردند و فریدریش دوم، پادشاه پروس، پیش از همه وارد جنگ شد و سیلزی را گرفت. این عمل مقدمهٔ ایجاد اتحادیه‌ای شامل پروس، زاکسن، بایرن، فرانسه، اسپانیا و ساردنی بود و حال آنکه اتریش، جز بریتانیا به همراه انتخابگرنشین هانوفر و جمهوری هلند متحدی نداشت.
در ابتدا به نظر می‌رسید که کار اتریش یک‌سره شده باشد چون پروسی‌ها که در مولویتز فاتح شده بودند سراسر خاک سیلزی را گرفته و یک سپاه مشترک فرانسوی-بایرنی داخل بوهم شده، پراگ را به تصرف درآوردند. ماریا ترز با پشتکار و مهارت فوق‌العاده‌ای به فعالیت پرداخت و پس از آنکه مجارستانی‌ها را که بیطرف مانده بودند با خود همداستان کرد، با فریدریش دوم جداگانه صلح کرد و سیلزی را در اختیار او گذاشت، ولی پس از این مصالحه به بایرن حمله برد و فرانسویان را واداشت تا در بحبوحهٔ سرمای زمستان، بوهم را تخلیه کنند. در همین احوال شاهزاده انتخابگر بایرن، با عنوان کارل هفتم به امپراتوری اعلام و دست خاندان هابسبورگ از امپراتوری کوتاه شده بود، منتهی این پیشرفت‌های سیاسی نمی‌توانست شکست نظامی را جبران نماید. فرانسویان ناچار از آلمان دست کشیده به کناره‌های رن عقب نشستند. اساس اتحادیه‌ای که در فوق به آن اشاره شد، نه تنها بر اثر کناره‌گیری پروس بلکه در نتیجهٔ پیمان‌شکنی زاکسن و ساردنی که با اتریش همدست شده بودند، از هم پاشید.
فریدریش دوم که از پیشرفت‌های اتریش ناراحت شده بود، اقدام به جنگ کرد و پس از تصرف بوهم و زاکسن، سه مرتبه دشمنان خود را شکست داد. فرانسوی‌ها، به فرماندهی موریس دوساکس به هلند اتریش (بلژیک) حمله برده و اتریشی‌ها و انگلیسی‌ها را در فونتنوا شکست داده، سپس فلاندر را تصرف کردند. در ایتالیا، فرانسوی‌ها و اسپانیائی‌ها، پمون و میلان را گرفته، ژنو را به اتحاد با خود واداشتند. اتریش مجدداً به زحمت افتاد ولی بزودی دورهٔ تازه‌ای برای پیشرفت آغاز شد چون با مرگ کارل هفتم، فرانسیس دولورن دوک لورن و شوهر ماری ترزا با عنوان فرانتس یکم به مقام امپراتور مقدس روم رسید و زمام امپراتوری مجدداً به دست خاندان هابسبورگ افتاد. از طرف دیگر فریدریش برای بار دوم با عقد صلح جداگانه‌ای، سیلزی را تصرف کرد؛ بنابراین اتریشی‌ها و سپاهیان ساردنی، قوای دشمن را از میلان بیرون رانده، ژنو را تصرف کرده و پروانس را در خطر هجوم قرار دادند. این پیشرفت‌ها در هلند اتریش با شکست‌هایی جبران شد به این معنی که فرانسوی‌ها در جنگ‌های روکو و لافلد پیش بردند و سراسر هلند اتریش را به تصرف درآوردند.
در دریا و در مستعمرات عملیات نظامی مهمی انجام نگرفت؛ انگلیسی‌ها در کانادا به چند پیروزی نائل شده ولی فرانسویان، مدرس را از چنگ آن‌ها بیرون آوردند.
طرفین که از جنگ خسته شده بودند در سال ۱۷۴۸ به صلح اکس لاشاپل رضایت دادند. به موجب این معاهده، اتریش، پارما و پیاچنزا را به اسپانیا واگذاشت، ولی تغییرات ارضی مهم دیگری صورت نگرفت. به این ترتیب، جنگی که هشت سال طول کشیده بود، تغییر مختصری در وضع اروپا داد. در این جنگ نیروی پایداری اتریش و سیاست ناشیانه فرانسه که بدون تحصیل امتیازی، پیروز شده بود به ثبوت رسید، اساس برتری و تفوق انگلیس در نتیجهٔ این جنگ سست و متزلزل شد ولی قدرت نظامی و مهارت دیپلماتیک پروس آشکار گشت و از این پس، این دولت با وجود کمی وسعت خاک خود، در شمار یکی از دولت‌های بزرگ درآمد.

## دلایل آغاز جنگ
1. نبودن تعریفی مناسب از بحث وراثت در پادشاهی اتریش در قانون اساسی آن.
2. سیاست قدیمی فرانسه مبنی بر ضعیف کردن خاندان هابسبورگ.
3. جاه طلبی و حرص فریدریش دوم.

در قرن شانزدهم، فردیناند یکم، امپراتور مقدس روم برادر شارلکن (۱۵۲۶–۱۵۶۴) وصیت کرد که اگر در خاندان سلطنتی اولاد ذکور نباشد، اناث باید به پادشاهی برسند و در قرن هفدهم امپراتور فردیناند دوم با نماینده شاخه خاندان هابسبورگ اسپانیا (۱۵۹۸–۱۶۲۱) قراردادی منعقد کرد که به موجب آن هرگاه در یکی از دو شاخه مزبور اولاد مذکوری نباشد، سلطنت به اولاد ذکور شعبه دیگری باید برسد.
در قرن هجدهم، پروس و اتریش (که هر دو رسماً جزئی از امپراتوری مقدس روم بودند) برای تبدیل شدن به قدرت اصلی در امپراتوری با هم رقابت می‌کردند. در ۱۷۴۰ فریدریش ویلهلم یکم، امپراتور آلمان، پادشاه پروس درگذشت و جای خود را به فریدریش دوم موسوم به فردریک کبیر داد. همچنین کارل ششم از خاندان هابسبورگ و امپراتور مقدس روم نیز از دنیا رفت و دخترش ماریا ترزا به جای وی نشست.

## دوستان و دشمنان ماری ترزا
ماری ترزا باید با دو تن از مدعیان سلطنت (شاهزاده انتخابگر بایرن و شاه اسپانیا فلیپه پنجم)، پادشاه فرانسه (لوئی پانزدهم)، شاه پروس (فردریک کبیر)، شاهزاده انتخابگر زاکسن، شاه لهستان و چندین امیر از امرای انتخابگر آلمان می‌جنگید.
در مقابل، ماری ترزا با پادشاهی بریتانیا به همراه انتخابگرنشین هانوفر، جمهوری هلند و امپراتوری روسیه متحد شد و شاه ساردنی (ایتالیا) را نیز که مدعی امپراتوری بود به زور رشوه با خود همراه نمود. فریدریک دوم ایالت سیلزی را می‌خواست، فلیپه پنجم شاه اسپانیا در صدد بود ایالات جدیدی در ایتالیا به دست آورد و لوئی پانزدهم پادشاه فرانسه هم خواستار ضربه زدن به اتریش و بریتانیا، رقبایش در خاک کشورهای سفلی بود.

## دوران جنگ

### جنگ در سیلزی
در همان روزی که کارل ششم درگذشت، با وجود آنکه فریدریش دوم، پادشاه پروس جانشینی ماری ترزا را قبول داشت ولی به ارتشش دستور حرکت به سوی سیلزی را داد. دودمان هوهن‌تسولرن‌ها حقی نسبت به این منطقه داشتند ولی فریدریش ویلهلم یکم در زمان معاهده تاج و تخت رسماً از آن چشم پوشی کرده بود.
سیلزی وسعت زیادی داشت و یک میلیون نفر هم در آن زندگی می‌کردند. به همین دلیل، فریدریش مایل به تصرف آن بود؛ بنابراین بدون مقدمه و اعلان جنگ، در ۲۲ دسامبر ۱۷۴۰ میلادی، لشکری وارد سیلزی کرد و با نوشتن نامه‌ای گفت که اگر ماری ترزا سیلزی را به پروس بدهد، او خدمتگذارش خواهد شد ولی ماری ترزا قبول نکرد. او به زحمت لشکری جمع کرده و سه ماه بعد در مولویتز به فریدریش حمله کرد ولی مغلوب شده و فراری شد. (۴ آوریل ۱۷۴۱).

### دخالت فرانسه
فرانسه در ابتدا دخالت را جایز ندانست و اعتقاد داشت که خاندان اتریش دیگر آن قدر قوی نیست که تهدیدی برای فرانسه باشد؛ ولی طرفداران جنگ در فرانسه از جمله مارشال دوبل ایل نوه فوکه که ۵۶ سال داشت، کاردینال د فلوری، نخست‌وزیر فرانسه، را قانع کرد که امپراتوری مقدس روم باید به شاهزاده انتخابگر بایرن یعنی کارل آلبر برسد و برای این مقصود باید با فریدریش متحد شد. در ۱۸ مه ۱۷۴۱ بین شاه اسپانیا و امیر انتخابگر بایرن معاهده‌ای امضا شد و میان فرانسه و فریدریش دوم هم عهدنامه‌ای بسته شد. (۵ ژوئن ۱۷۴۱) و امیر انتخاب‌کننده زاکسن هم جزو متحدین قرار گرفت. به موجب این عهدنامه‌ها، اسپانیا ایالاتی چند را در ایتالیا به دست می‌آورد، فریدریش صاحب سیلزی می‌شد و امپراتوری نیز به امیر انتخابگر بایرن می‌رسید.
فرانسه دو لشکر وارد آلمان کرد. یکی از از این دو لشکر، مرکب از ۴۰ هزار سرباز تحت فرماندهی مارشال دوبل ایل بود که به قشون کارل آلبر ملحق گردیده و در اول سپتامبر ۱۷۴۱ میلادی، لینز و اتریش علیا را فتح کرد. اما به جای آنکه مستقیماً به سمت وین برود، راه بوهم را در پیش گرفته و در اواخر نوامبر شهر پراگ را تسخیر کرد. عوامل این پیروزی، سرهنگ شِوِر و موریس دو ساکس بودند که تهور فوق‌العاده‌ای به خرج دادند. امیر انتخابگر بایرن به سلطنت بوهم برگزیده شد (۱۹ دسامبر) و چند هفته بعد در فرانکفورت به عنوان امپراتوری مقدس روم دست بافت و کارل هفتم نام گرفت. (۲۷ ژانویه ۱۷۴۳).

### ماری ترزا و اهالی مجارستان
ماری ترزا با تمام قدرت در مقابل مشکلات ایستاد و از پادشاهی مجارستان که ببطرف مانده بودند، کمک خواست. او به مجلس ملی مجارستان که در شهر پرسبورگ تشکیل شده بود، گفت: «اکنون که یاران مرا ترک کرده‌اند پناهی جز وفاداری و دلیری سلحشوران نامدار مجارستان ندارم و امید به بازوی توانای آنان بسته‌ام.» به مدت سه ماه مکاتبه بین ماری ترزا و مجارها ادامه داشت تا آنکه آنان برای او ۱۰۰ هزار سرباز فرستادند به شرط آنکه مجارستان کاملاً مستقل گردیده و از سلطه شاهان اتریش بیرون آید.

### خروج ساردنی و پروس از جنگ
تدبیر دیگر ملکه آن بود که دشمنانش را از جنگ خارج سازد به‌طور مثال، شاه ساردنی را به دشمنی با اسپانیا برانگیخت و وعده داد که قسمتی از میلان را به او واگذار کند. (فوریه ۱۷۴۲) از طرفی با فریدریش دوم هم در برسلو معاهده‌ای بست و ایالت سیلزی را به او داد و او را به نقض پیمان با فرانسه وادار کرد (ژوئیه ۱۷۴۲).

### جنگ با فرانسه
پس از خروج پروس و ساردنی، تمام بار جنگ بر دوش فرانسه افتاد و قشون فرانسه مجبور شدند اتریش علیا و بوهم را ترک کند. بل ایل فرمانده قشون فرانسه در پراگ محاصره شد و به زحمت توانست با ۱۴۰۰۰ نفر فرار کند. او هشت روز کامل از طریق کوهستانی پوشیده از برف و در زیر حملات دائمی دشمن عقب‌نشینی نمود. (۱۷–۲۵ دسامبر ۱۷۴۲). این عقب‌نشینی یکی از مشهورترین رویدادهای نظامی قرن هجدهم محسوب می‌شود. اتریشی‌ها ایالت بایرن را گرفته و شهر مونیخ را اشغال نمودند (ژوئن ۱۷۴۳) و تا سواحل رود رن پیشروی و آلزاس را تهدید کردند.
فریدریش از این پیشرفت سریع اتریش بیمناک شد و در پاریس مجدداً با فرانسه عهدی بست (ژوئن ۱۷۴۴). لوئی پانزدهم نیز با شاه اسپانیا به موجب عهدنامه خانوادگی فونتن بلو تجدید مودّت نمود (۲۵ اکتبر ۱۷۴۳) و رسماً با انگلستان متارکه کرد (۱۵ مارس ۱۷۴۴). او سپس جنگ رسمی را اعلان کرد و ماری ترزا را ملکه مجارستان خطاب نمود. (۲۷ آوریل ۱۷۴۴).
چند ماه بعد از تجدید عهد فرانسه و پروس، امپراتور کارل هفتم بدرود حیات گفت (۲۰ ژانویه ۱۷۴۵) و پسرش که امیر انتخابگر بایرن بود به سرعت با ماری ترزا قرارداد بست و از ادعای خود در مورد تاج و تخت امپراتوری دست کشید و حتی در زمان انتخاب فرانسوا دو لورن که به نام فرانتس یکم به امپراتوری رسید رأی موافق داد (ژوئن ۱۷۴۵). از این تاریخ جدال بر سر جانشینی اتریش در حقیقت به پایان رسید و جنگ‌هایی که شد بر سر تصرف هلند و سیلزی بود.

### جنگ دوم سیلزی
در موضوع سیلزی دو مسئله را باید تشخیص داد: در مرحله اول فریدریش با شتاب وارد بوهم شده و هم شهر پراگ را به تصرف درآورد و هم ایالت الزاس را که نزدیک بود به دست اتریش بیفتد، نجات داد. (سپتامبر ۱۷۴۴) سال بعد فریدریش پس از یک پیروزی بزرگ در فریدبرگ (۴ ژوئن ۱۷۴۵)، ایالت ساکس را که شاهزاده‌اش از همدستان ماری ترزا بود تسخیر نمود. او پس از پیروزی دیگر در شهر درسد (۱۵ دسامبر ۱۷۴۵) بار دیگر پیمانش با فرانسه را نقض کرد و با ملکه اتریش عهدنامه تازه‌ای در درسد بسته و مفاد قرارداد برسلو را تأیید و تجدید نمود (۲۵ دسامبر ۱۷۴۵).

### جنگ هلند
در هلند قوای لوئی پانزدهم با نیروی از لشکرهای اتریش، بریتانیا و هلند رودرو شد. اگرچه فرماندهٔ قوای فرانسه یکی از جنگاوران بزرگ موسوم به موریس دو ساکس بود ولی این جنگ ۴ سال طول کشید. زیرا برخلاف تعلیمات نظامی تورن و فریدریش دوم و میل موریس دو ساکس مبنی بر نابودی دشمن، لشکر فرانسه به آرامی قلعه‌های هلند را تسخیر نمود. نبردهای بزرگ جنگ هلند عبارت بودند از نبرد فونتنوا (۱۱ مه ۱۷۴۵)، نبرد روکو (۱۱ اکتبر ۱۷۴۶) و نبرد لاوفلد (۲ ژوئیه ۱۷۴۷) که بیشتر به قصد تسخیر استحکامات به عمل می‌آمد.
پس از پیروزی در نبرد فونتنوا تصرف قلعه‌های جنوب و غرب خاک هلند اتریش آسان شد و پیروزی روکو در شمال لیژ موجب تسخیر حصارهای شرق گردید و فتح لاوفلد در ورود به سرزمین هلند را گشود. مستحکم‌ترین دژ آنجا، مائستریک بود که محاصره آن یک ماه طول کشید (۱۲ آوریل تا ۱۰ مه ۱۷۴۸) و چون این پیروزی به دست آمد موجبات ترک جنگ و انعقاد پیمان اکس لا شاپل فراهم شد.

## پایان جنگ
پیمان اکس لا شاپل یا آخن در ۱۸ اکتبر ۱۷۴۸ میلادی در شهری به همین نام در غرب امپراتوری مقدس روم به امضاء رسید. بر اساس پیمان اکس لا شاپل مقرر شد:
1. پروس ناحیه سیلزی را در تصرف خود نگه دارد.
2. ساردنی ناحیه نووار را به خود ملحق کند.
3. فرانسه هلند اتریش را تخلیه کند.
4. ماریا ترزا چند ایالت در اتریش را به پادشاهی اسپانیا واگذار نماید.[۱۲]

## دستاورد
جنگ‌های جانشینی اتریش جنگ‌های موازنه بود. یعنی هم طرف‌های اروپایی (پروس و اتریش) به موازنه قدرت رسیدند و هم طرف‌های استعماری (بریتانیا و فرانسه). فرانسه با تخلیه هلند باعث خشم مردم خود شد. جنگ جانشینی اتریش در نهایت منجر به جنگ‌های هفت ساله گشت.

## پس از جنگ
دولت‌های انگلیس، اسپانیا، و اتریش، هیچ‌یک از معاهده اکس لاشاپل راضی نبودند و علل و بهانه‌های تازه‌ای برای برخورد و تصادم وجود داشت. رقابت مستعمراتی میان فرانسه و انگلیس، در آمریکا و هند باقی بود. در آمریکا، مهاجران و کوچ نشین‌های انگلیس، در پیشروی به سوی مغرب، با مقاومت فرانسویان در لوئی زیان مواجه شدند و چند بار زد و خوردهایی میان دو کشور صورت گرفت. دوپلکس که حکومت مستعمرات فرانسه را در هند به عهده داشت در صدد برآمد برای توسعه آن‌ها درکارهای شاهزادگان هندی مداخله کند ولی این سیاست موجب تیرگی روابط او و انگلیسی‌ها گشت ولی دولت فرانسه برای جلوگیری از جنگ او را به فرانسه بازخواند. در اروپا، مخصوصاً اتریشی‌ها تمایل زیادی به درهم ریختن اساس صلح از خود نشان می‌دادند و ماری ترز که نمی‌توانست رنج از دست رفتن سیلزی را بر خود هموار کند می‌کوشید تا اتحادیه‌ای علیه پروس تشکیل دهد. وی به آسانی روسیه و اغلب دولت‌های آلمانی را در این اتحادیه وارد کرد و سپس فرانسه را نیز به طرفداری از اتریش واداشت. در نتیجهٔ این اقدامات، اتحادیه‌ها به صورتی مخالف و معکوس وضعی که سابق داشتند درآمدند، چون دولت انگلیس هم به طرفداری پروس برخاست و سوئد هم علیه پروس به متحدین پیوست. به این ترتیب دو جنگ، به موازات هم و تقریباً در یک زمان آغاز شد، یکی دریائی و مستعمراتی، و دیگری جنگ در خشکی، که صحنهٔ اصلی آن آلمان بود.

## نگارخانه

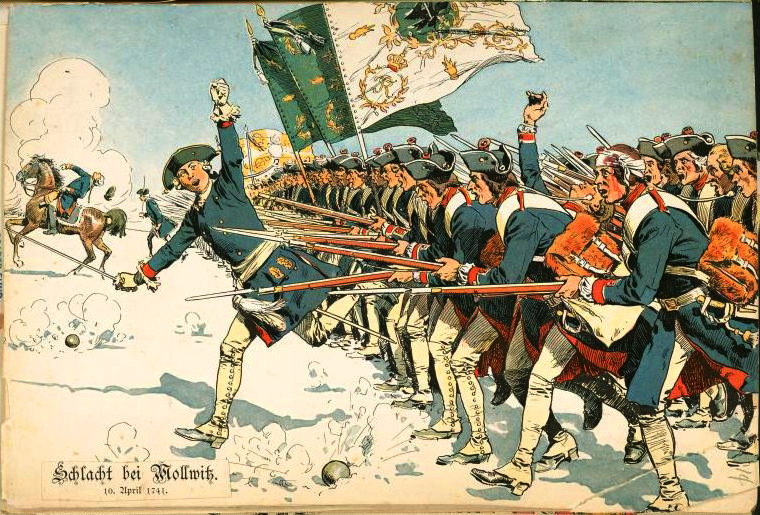
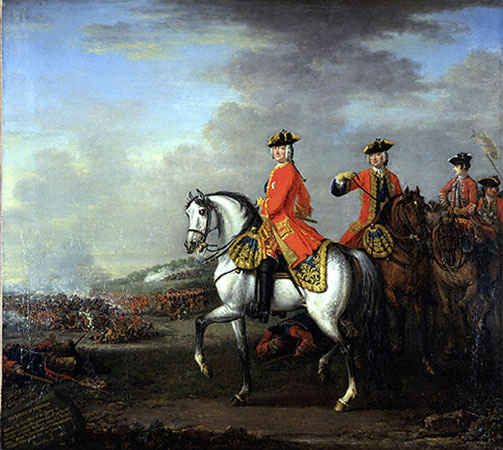
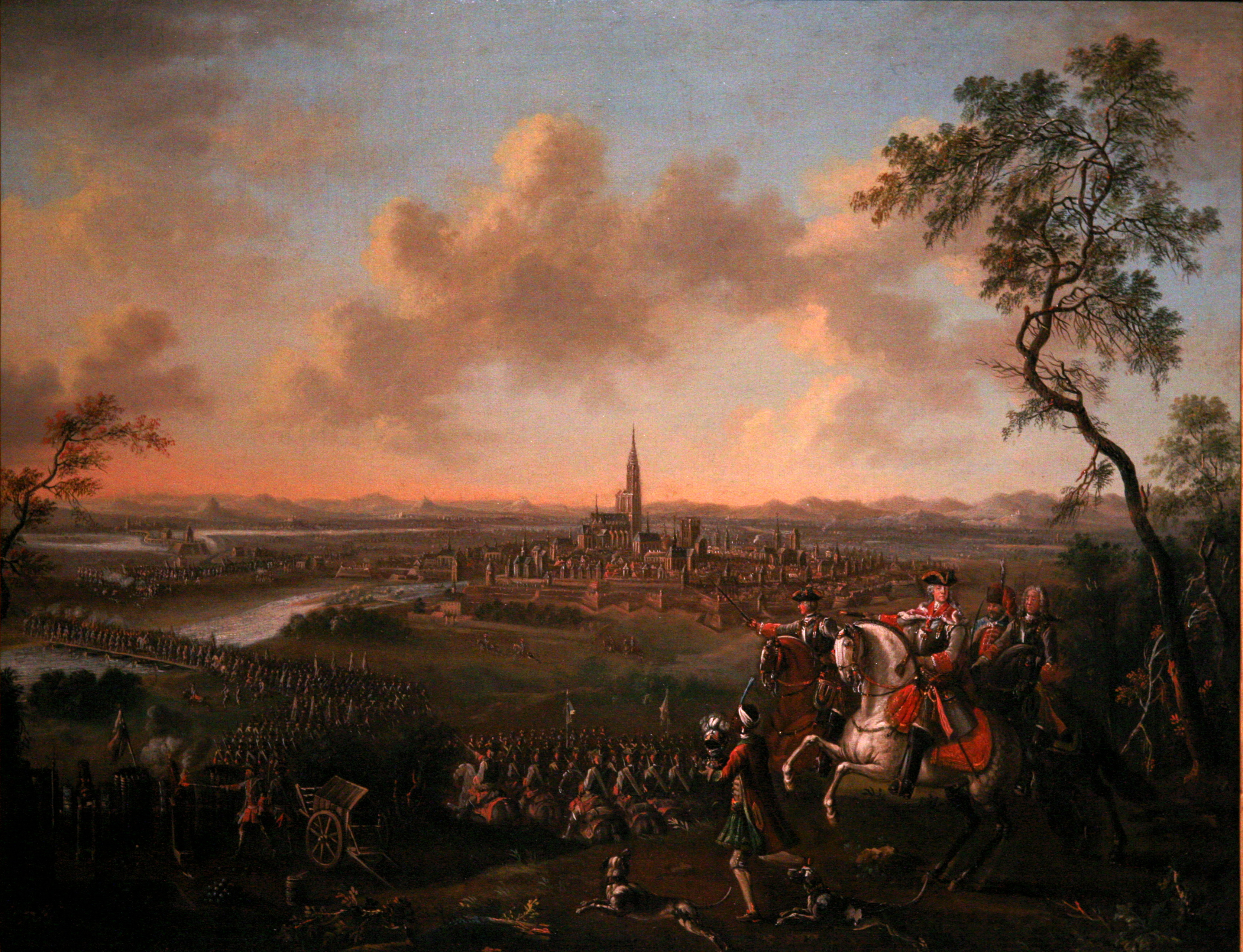
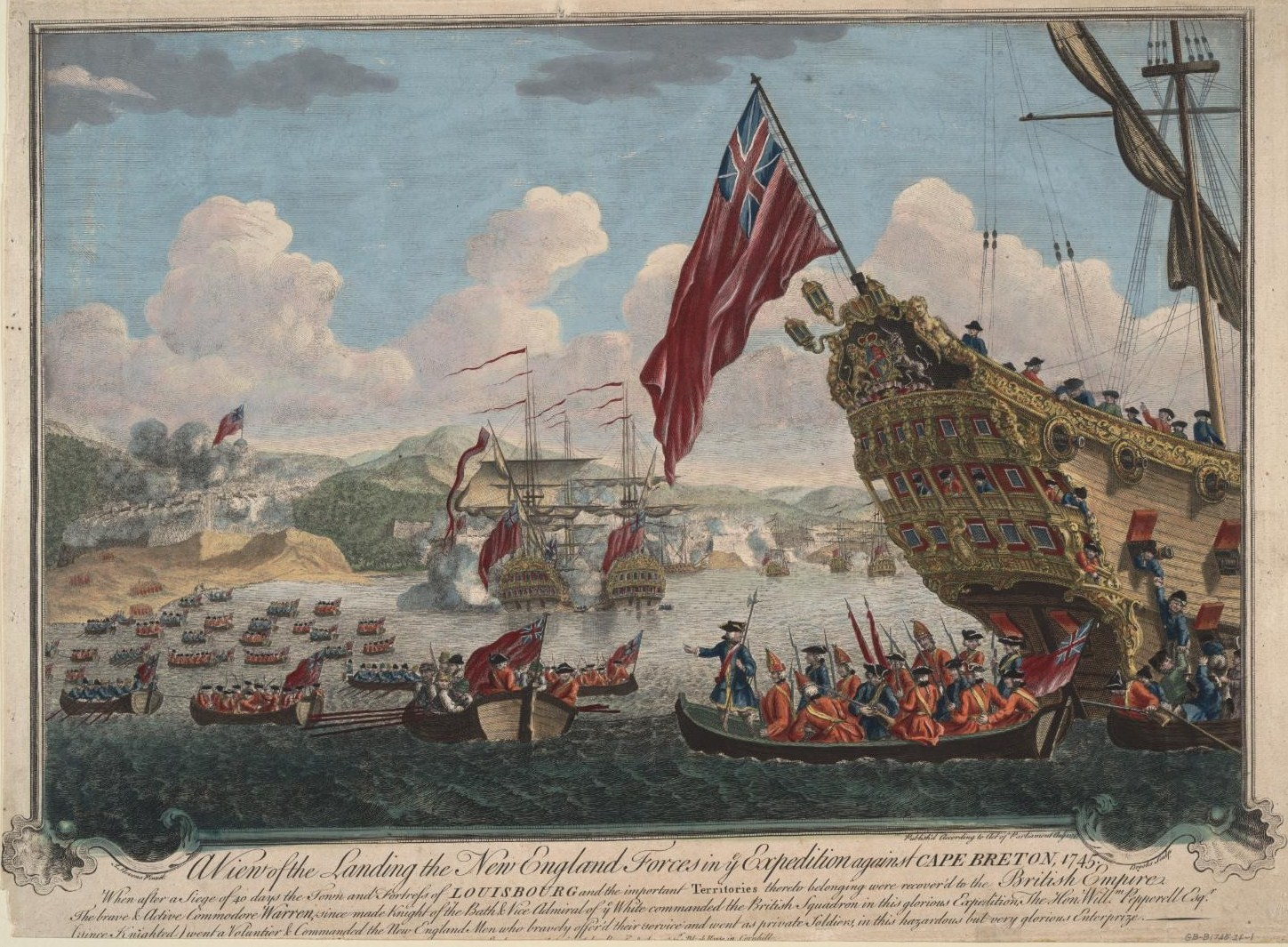
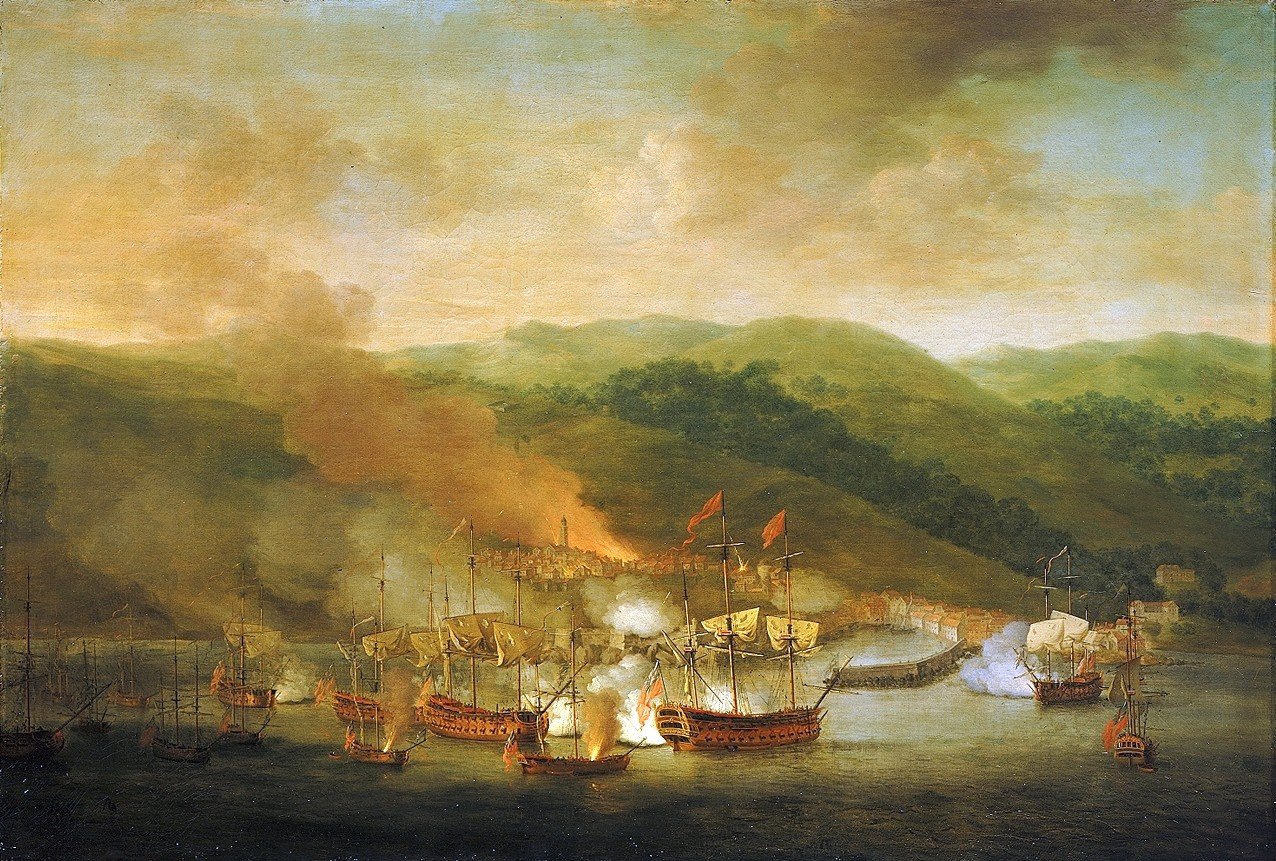
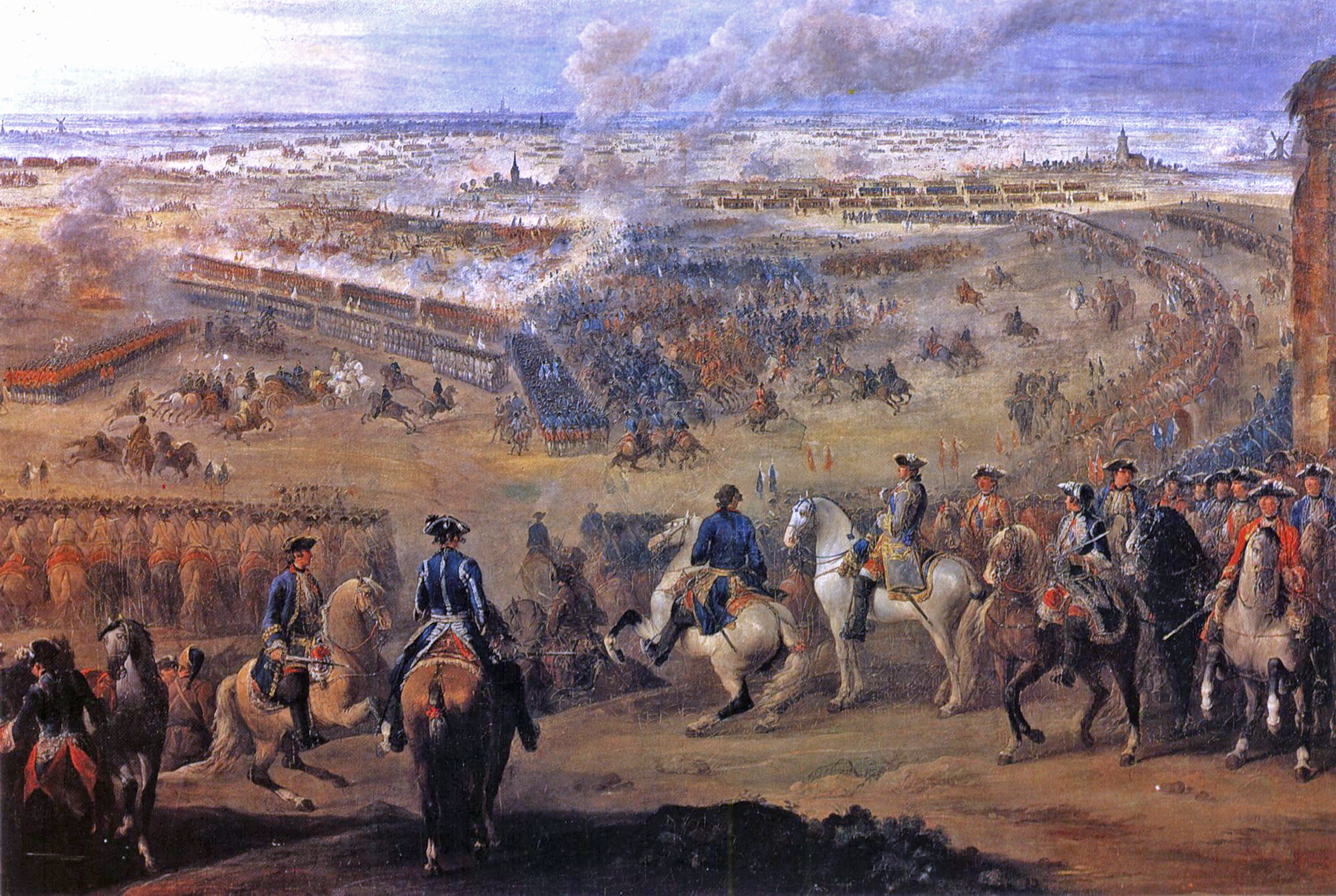
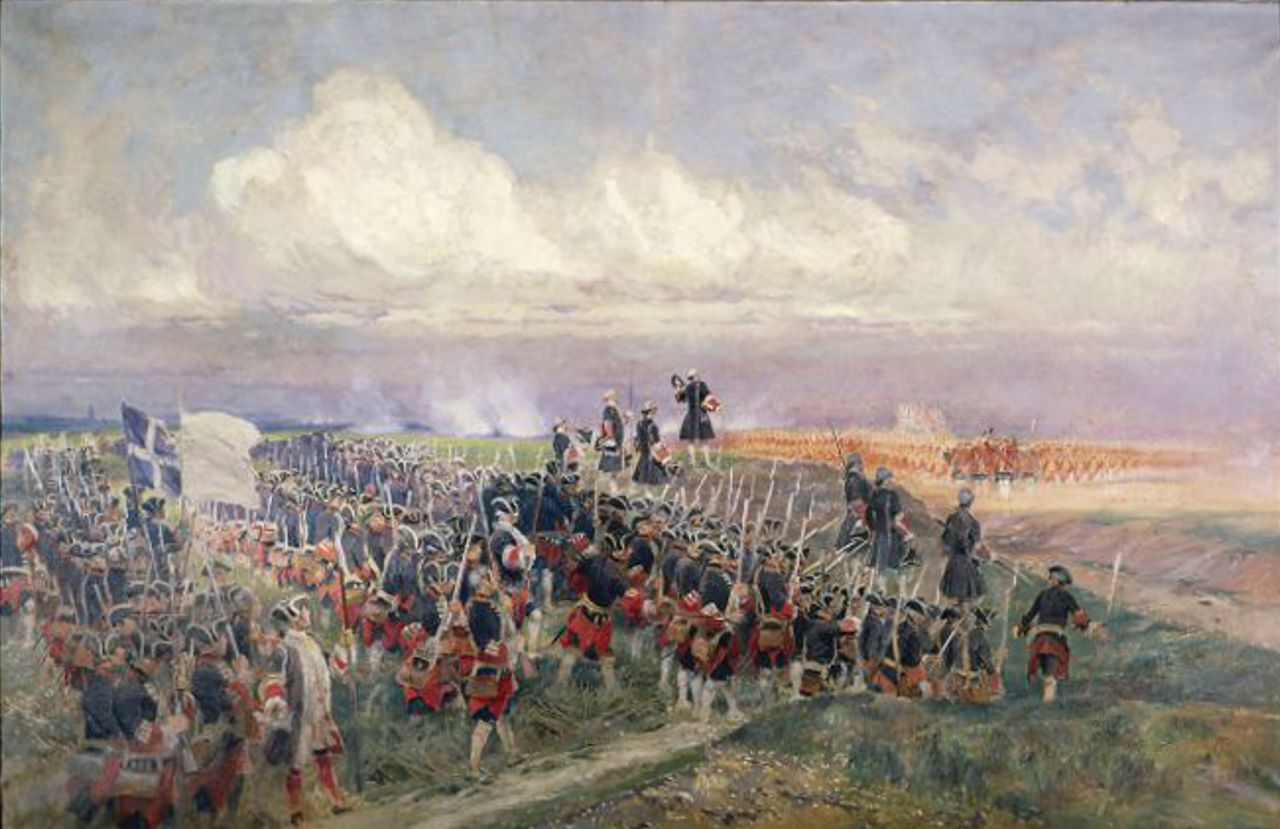
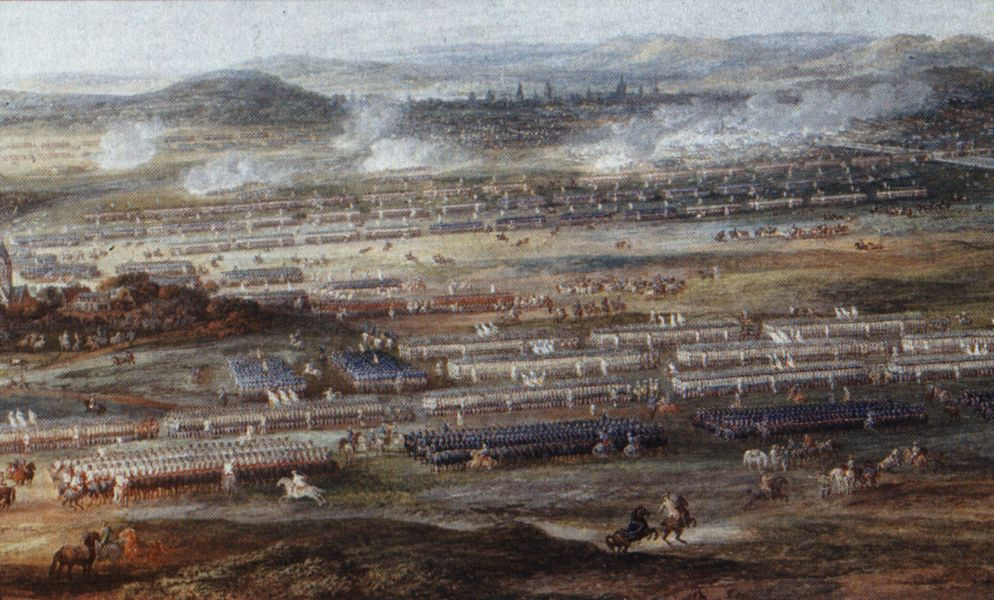
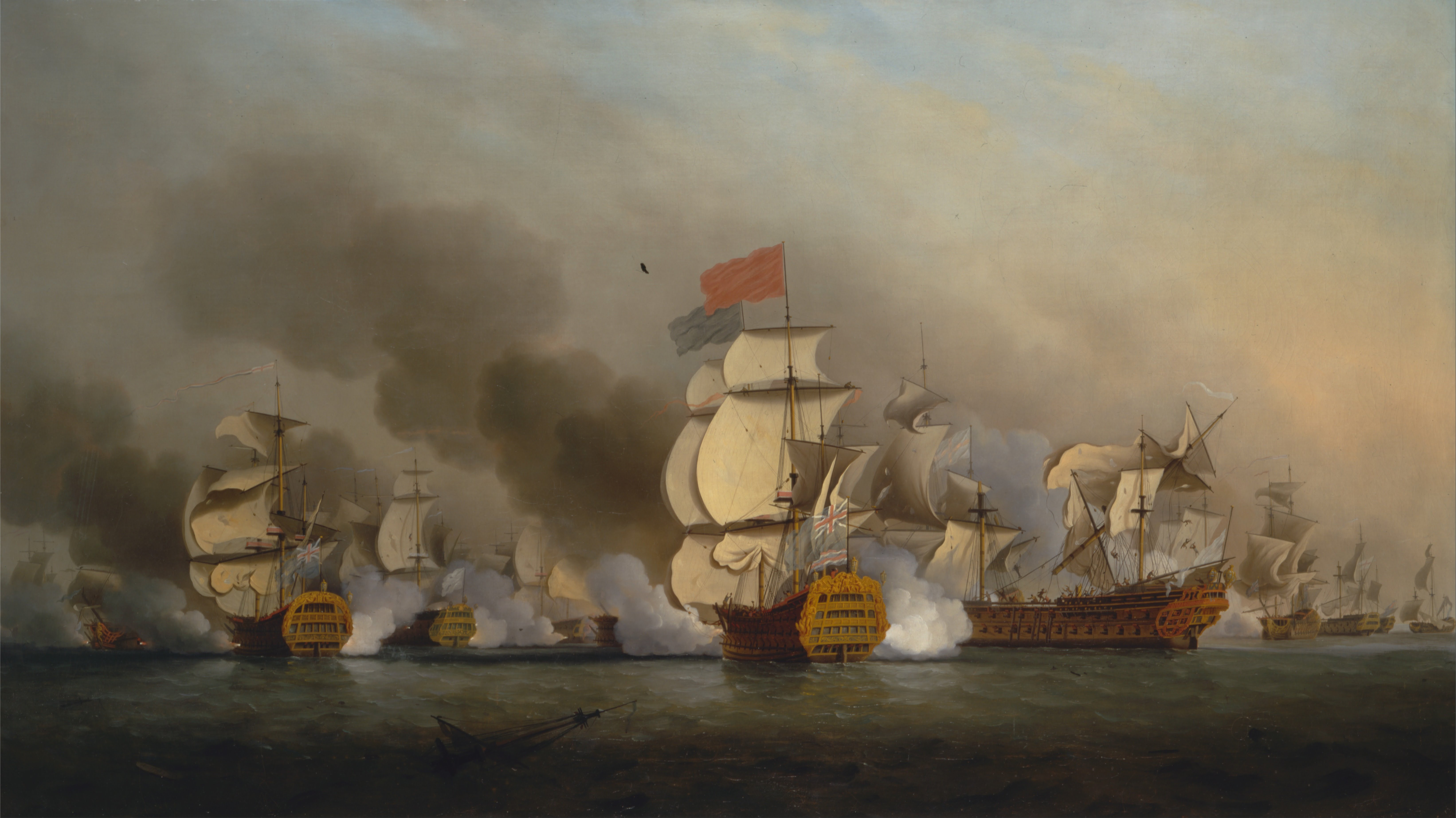
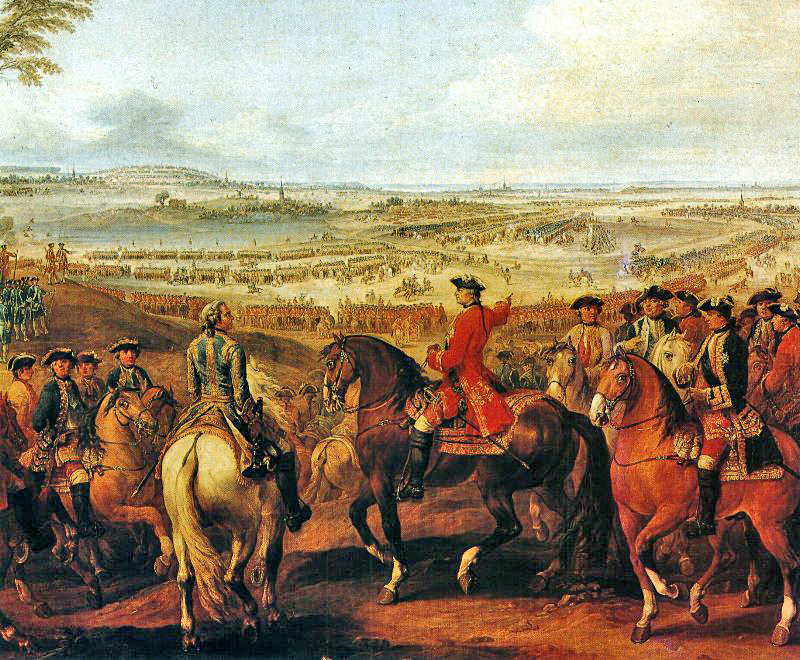
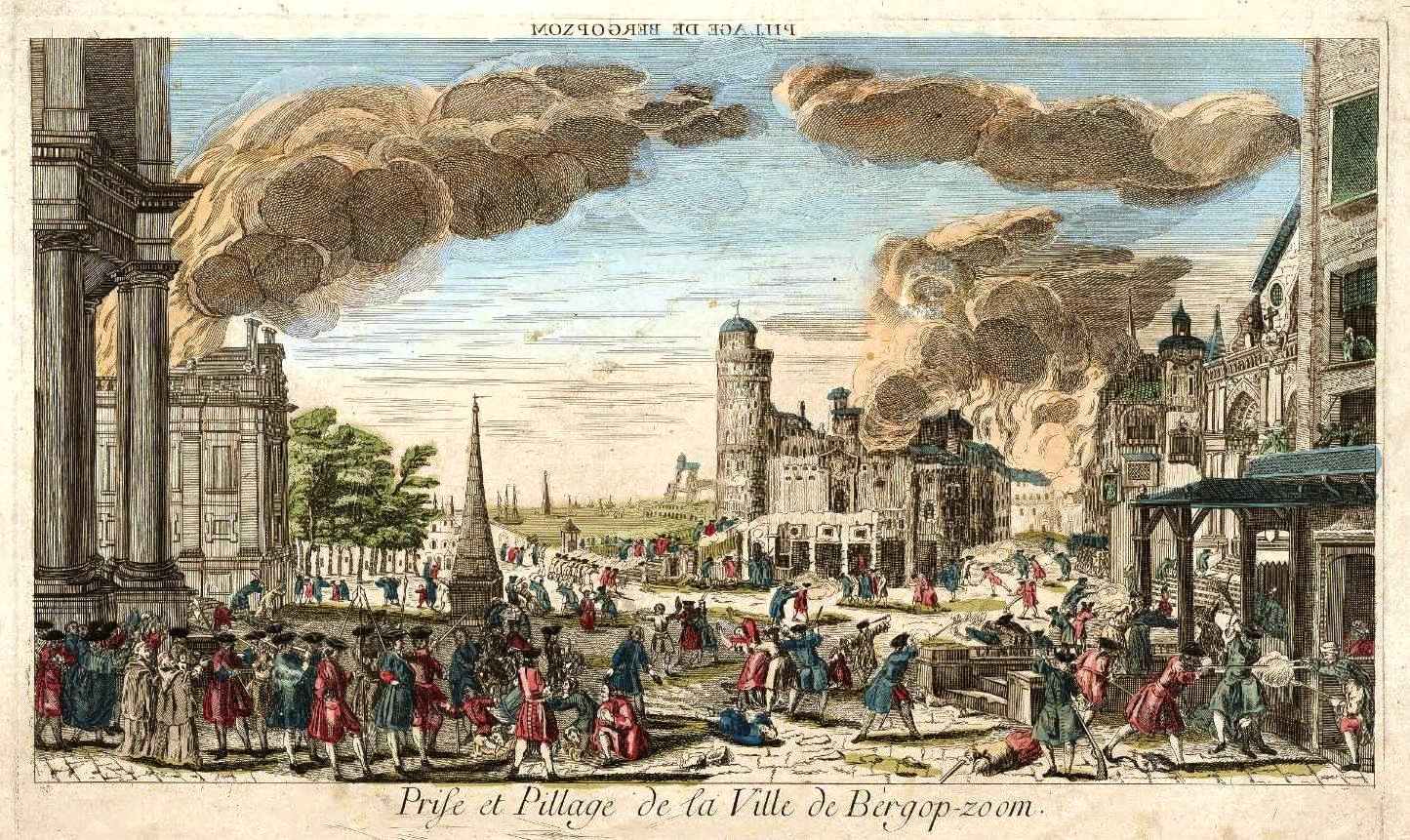

### فهرست منابع
- مشارکت‌کنندگان ویکی‌پدیا. «جنگ جانشینی اتریش». در دانشنامهٔ ویکی‌پدیای انگلیسی، بازبینی‌شده در ۱۲ دی ۱۳۹۱.
- ماله، آلبر (۱۳۸۲). تاریخ قرن هیجدهم. ترجمهٔ رشیر یاسمی. تهران: امیرکبیر.